# ولاية أكلان
ولاية أكلان هي ولاية فلبينية تتبع إدارياً منطقة بيسايا الغربية، وهي تعد أقدم ولايات البلاد على الإطلاق. عاصمة الولاية هي كاليبو، وهي تقع على الجزء الشمالي الغربي من جزيرة باناي، حيث تحد ولاية أنتيك من الجنوب الغربي وولاية كابيز من الشرق وولاية رومبلون والبحر السيبواني من الشمال.

## أعلام
- خايمي سين

## اقرأ أيضاً
- بوراكاي.